# Pentimento (film 1952)
Pentimento è un film del 1952, diretto da Enzo Di Gianni.

## Trama
Sullo sfondo del teatro di varietà, con i suoi artisti e le sue musiche, si svolge la vicenda di Margherita, una cantante che, vedova di un aviatore, non ha avuto figli e alleva un ragazzino indisciplinato. Margherita viene licenziata in malo modo e una sua rivale la spinge facendola cadere dalle scale. Il ragazzo che alleva in realtà è il figlio della rivale e la donna finirà per sposare il padre del  ragazzo.

## Produzione
La pellicola è ascrivibile al filone dei melodrammi sentimentali, comunemente detto strappalacrime, molto in voga in quel periodo tra il pubblico italiano (in seguito ribattezzato dalla critica con il termine neorealismo d'appendice).

## Distribuzione
Il film venne distribuito nel circuito cinematografico italiano il 5 febbraio del 1952.